# 돌산중학교 화태분교
돌산중학교 화태분교(突山中學校 禾太分校)는 전라남도 여수시 남면 화태리에 있었던 공립 중학교이다.

## 학교 연혁
- 1952년 3월 6일 : 정영모 교장 취임
- 1952년 3월 11일 : 여천 남중학교로 설립인가
- 1952년 3월 25일 : 돌산 향교에서 개교
- 1966년 7월 21일 : 돌산중학교로 교명 개칭
- 1982년 4월 12일 : 현 교사로 이설
- 2018년 3월 1일 : 제31대 김영식 교장 부임
- 2019년 2월 1일 : 제67회 8명 졸업(총 6,482명)
- 2022년 2월 28일 : 39년만에 폐교[1]

## 참고 자료
- 돌산중학교 화태분교 - 한국교육학술정보원 학교알리미